# James Ma
James Assarasakorn (tiếng Thái: เจมส์ อัศรัสกร, phiên âm: Chem Át-xa-la-xa-con, sinh ngày 03 tháng 07 năm 1993) còn có nghệ danh là James Ma, là một diễn viên và người mẫu người Thái Lan. Anh được biết đến qua các vai diễn trong Series Quý ông nhà Jutathep (2013), Khi người đàn ông yêu (2016), Hành trình của con tim (2017), Hương hoa đạt phước (2019), Huệ nhãn (2021)...

## Tiểu sử và học vấn
James Ma sinh ngày 3 tháng 7 năm 1993 tại Băng Cốc, Thái Lan. Bố của anh là người Thái gốc Hoa và mẹ của anh là người Hồng Kông. Anh có một em gái tên Vanessa (biệt danh Pearl). Bố anh có một doanh nghiệp xuất nhập khẩu và một công ty bất động sản. Mẹ anh có một công ty đấu giá. Lúc đầu James Ma học ở trường Quốc tế NIST, nhưng đến năm 8 tuổi, gia đình anh chuyển đến Hồng Kông, nơi anh tiếp tục học tập tại trường Quốc tế Quarry Bay của Hồng Kông.
Trước khi James quyết định trở thành một diễn viên, anh đã suy nghĩ về việc mình sẽ là một vận động viên golf chuyên nghiệp. James đã giành được huy chương vàng trong giải ISSFHK Golf Pairs Championship 2008 ở Hồng Kông và nhiều giải thưởng khác khi thi đấu với các trường khác.
Cuối năm 2011, James Ma được phát hiện bởi Supachai Srivijit (Ae), người sau đó trở thành quản lý của anh trong ngành giải trí, và James quay về Thái Lan để học tập tại trường Quốc tế Harrow, Băng Cốc. James tốt nghiệp Cử nhân Khoa Giáo dục Khai phóng - chuyên ngành Tiếng Anh thương mại và tốt nghiệp Thạc sĩ chuyên ngành Quản trị Du lịch tại trường Đại học Assumption.

## Sự nghiệp
James bắt đầu sự nghiệp diễn xuất với vai chính đầu tiên trong series Quý ông nhà Jutathep năm 2013. Series này phát sóng vào dịp kỷ niệm 43 năm của đài CH3, bộ phim kể về năm nhân vật nam trong gia đình nhà Jutathep chia làm 5 phần, trong đó anh tham gia tuyến chính Khun Chai Ronapee (Ảo vọng giàu sang) do Chatchai Plengpanich làm đạo diễn và anh đóng cặp với nữ diễn viên chính của phần này là Chalida Vijitvongthong. Phần này được chuyển thể từ cuốn tiểu thuyết cùng tên. Trước khi bộ phim được phát sóng, anh bị chê khá nhiều vì nhiều người nói rằng anh không có ngoại hình và tài năng, nhưng anh đã chứng minh cho mọi người thấy tài năng của mình khi bộ phim được phát sóng.
Năm 2014, James đóng một phim ngắn tên là Thai Niyom: Prince Pom, vai Hoàng tử Pom. Cùng năm, James tham gia concert "Give Me 5" cùng với Mario Maurer, Sukollawat Kanarot, Nadech Kugimiya và Phupoom Pongpanu. Trong concert, anh đã mời ca sĩ Tata Young và Boy Peacemaker làm khách mời đặc biệt của mình.
Sau gần 2 năm không xuất hiện trên màn ảnh nhỏ, James trở lại với bộ phim hành động lãng mạn Thủ lĩnh nô lệ do Atthaporn Teemakorn đạo diễn vào năm 2015. Bộ phim diễn ra vào thời đại của Vua Nang Klao, đời vua Rama thứ ba. Câu chuyện lấy bối cảnh xung quanh thời kỳ khi Anh Quốc (được gọi là Wilat vào thời đó) bắt đầu mối quan hệ đối tác thương mại với Thái Lan. James đóng vai Haym, một người đẹp trai, thông minh và tài giỏi, Hyam có năng khiếu học tiếng Anh nên lén theo một người thầy Anh để trau dồi ngoại ngữ này. Anh đóng với Peeranee Kongthai.
Cùng năm, James đóng vai chính trong phim Khi người đàn ông yêu cùng với Kimberly Ann Voltemas. Bộ phim làm lại phiên bản 2001 có tựa là Samee Ngern Phon và được sản xuất bởi nữ diễn viên Ann Thongprasom và đạo diễn bởi Kritsada Techanilobon.
Cuối 2015, James lần đầu đóng vai chính trong phim điện ảnh cùng với ca sĩ nhóm nhạc T-ara, Hahm Eun-jung trong phim Microlove. Bộ phim được đạo diễn bởi Sathanapong Limwongthong. Câu chuyện xoay quanh Pat, một anh chàng đẹp trai và giàu có người Thái, làm việc ở một công ty phần mềm của Hàn Quốc. Pat đem lòng yêu cô con gái của chủ tịch công ty, tên là Minji.

## Các phim đã tham gia

### Phim điện ảnh
| Năm  | Tên gốc                | Vai          | Ghi chú   | Đóng với      |
| ---- | ---------------------- | ------------ | --------- | ------------- |
| 2014 | Thai Niyom: Prince Pom | Hoàng tử Pom | Vai phụ   |               |
| 2017 | Microlove              | Pat          | Vai chính | Hahm Eun-jung |

### Phim truyền hình
| Năm  | Tên gốc                                | Tên tiếng Việt                      | Vai                                                                                     | Đài |
| ---- | -------------------------------------- | ----------------------------------- | --------------------------------------------------------------------------------------- | --- |
| 2013 | Khun Chai Taratorn                     | Chuyện tình chàng khảo cổ           | Khun Chai Ronapee / Khun Chai Pee / M.R. Ronapee Jutathep (Series Quý ông nhà Jutathep) | CH3 |
| 2013 | Khun Chai Pawornruj                    | Quý cô và chàng ngoại giao          | Khun Chai Ronapee / Khun Chai Pee / M.R. Ronapee Jutathep (Series Quý ông nhà Jutathep) | CH3 |
| 2013 | Khun Chai Puttipat                     | Bác sĩ Puttipat                     | Khun Chai Ronapee / Khun Chai Pee / M.R. Ronapee Jutathep (Series Quý ông nhà Jutathep) | CH3 |
| 2013 | Khun Chai Rachanon                     | Kỹ sư Rachanon                      | Khun Chai Ronapee / Khun Chai Pee / M.R. Ronapee Jutathep (Series Quý ông nhà Jutathep) | CH3 |
| 2013 | Khun Chai Ronapee                      | Ảo vọng giàu sang                   | Khun Chai Ronapee / Khun Chai Pee / M.R. Ronapee Jutathep (Series Quý ông nhà Jutathep) | CH3 |
| 2015 | Ka Badin                               | Thủ lĩnh nô lệ                      | Luang Surabadin / Haym                                                                  | CH3 |
| 2016 | Piang Chai Khon Nee Mai Chai Poo Wised | Khi người đàn ông yêu               | Sattawat Winwiwat / "Wat"                                                               | CH3 |
| 2017 | Arkom                                  | Phép thuật bí ẩn                    | Songkrod Phinitmettasakul / Kim                                                         | CH3 |
| 2017 | Sai Tarn Hua Jai                       | Hành trình của con tim              | Narang Jongsawat                                                                        | CH3 |
| 2018 | Duang Jai Nai Fai Nhao                 | Trái tim trong lửa lạnh             | Yiamyuth                                                                                | CH3 |
| 2018 | Chart Suer Pun Mungkorn                | Kiếp hổ, giống rồng                 | Lim Bun Hou (Lâm Văn Hổ) / Songward / Taeng Tiger                                       | CH3 |
| 2019 | Klin Kasalong                          | Hương hoa đạt phước                 | Bác sĩ Sup (kiếp đầu) / Tinnakrit (kiếp hai) / Prasawin (kiếp ba)                       | CH3 |
| 2021 | Song Sanaeha                           | Hai thế giới                        | Warit                                                                                   | CH3 |
| 2021 | Duang Tah Tee Sarm                     | Huệ nhãn                            | Trikarn                                                                                 | CH3 |
| 2022 | Suptar 2550                            | Siêu sao 2007                       | Khách mời                                                                               | CH3 |
| 2023 | Kroa Ruk                               | Vì yêu                              | Singbodin / "Singh"                                                                     | CH3 |
| 2024 | Duang Jai Thewaprom                    | Trái tim Thewaprom (phần Jaiphisut) | Phee (thời trẻ)                                                                         | CH3 |
| 2024 | Nan Fah Chalalai                       | Khoảng trời bí mật                  | Nantawan Nonthakitjonan / "Nan"                                                         | CH3 |
| 2025 | Kham Sen Rak                           | TBA                                 | TBA                                                                                     | CH3 |

## Đại sứ thương hiệu
| Năm             | Thương hiệu                               | Với                                                     |
| --------------- | ----------------------------------------- | ------------------------------------------------------- |
| 2015–nay        | Me-O                                      |                                                         |
| 2017            | Scotch Puree' Prune                       |                                                         |
| 2016            | Ele Cream                                 | Kimberly Ann Voltemas                                   |
| 2016            | Nescafé - Blend & Brew                    | Peechaya "Min" Wattanamontree                           |
| 2014            | Giffarine - LZvit Plus A                  |                                                         |
| 2014            | Giffarine - Delivery 1101                 |                                                         |
| 2014            | Tesco Lotus - Go Go Goal!                 |                                                         |
| 2014            | Tasto - Potato Waffles                    |                                                         |
| 2014            | SCB Credit Card - Xtra Platinum Card      |                                                         |
| 2013–2014, 2016 | Pepsi                                     | Kimberly Ann Voltemas (2016) Dan Aaron Ramnarong (2013) |
| 2013–2014       | Palung Kids / Kids-2                      |                                                         |
| 2013–2014       | TESCO Lotus                               |                                                         |
| 2013            | TESCO Lotus - Make a Wish                 |                                                         |
| 2013            | ADDA - Jump                               |                                                         |
| 2013            | Mazda 2 Sports                            |                                                         |
| 2013            | Giffarine - Easles Peach Juice 10%        |                                                         |
| 2013            | if Fruitamin                              |                                                         |
| 2013            | Tasto - Potato Chips                      |                                                         |
| 2013            | TrueMove H                                |                                                         |
| 2013            | Pepsi Live for Now with Manchester United |                                                         |

## Concert
| Năm  | Concert                                       | Với                                                                 |
| ---- | --------------------------------------------- | ------------------------------------------------------------------- |
| 2019 | Happy Anniversary 49th CH3                    |                                                                     |
| 2018 | We Will Love You - Happy Anniversary 48th CH3 |                                                                     |
| 2017 | Love Is In The Air Charity Concert            |                                                                     |
| 2016 | 46th Anniversary - Love Mission               |                                                                     |
| 2015 | 45th Anniversary                              |                                                                     |
| 2014 | Give Me 5                                     | Mario Maurer, Sukollawat Kanarot, Nadech Kugimiya, Phupoom Pongpanu |

## Giải thưởng và đề cử
| Năm  | Giải                          | Hạng mục                                                | Tác phẩm được đề cử         | Kết quả   |
| ---- | ----------------------------- | ------------------------------------------------------- | --------------------------- | --------- |
| 2017 | Secret Inspiration Award      | Inspirational Actor of the Year                         | Phép thuật bí ẩn            | Đoạt giải |
| 2017 | 6th Daradaily The Great Award | Best Drama Actor of the Year                            | Khi người đàn ông yêu       | Đoạt giải |
| 2017 | 6th Daradaily The Great Award | Cool Guy of the Year                                    | Khi người đàn ông yêu       | Đề cử     |
| 2017 | 8th Nataraj Award             | Best Main Actor                                         | Khi người đàn ông yêu       | Đề cử     |
| 2016 | 11th OK! Award                | Male Heartthrob                                         | Khi người đàn ông yêu       | Đoạt giải |
| 2016 | Maya Award                    | Charming Star (Male)                                    | Thủ lĩnh nô lệ              | Đề cử     |
| 2016 | Maya Award                    | Excellent Actor (Drama)                                 |                             | Đề cử     |
| 2016 | 7th Nataraja Award            | Best Leading Actor                                      |                             | Đề cử     |
| 2016 | 2nd TrueLife Award            | Leading Actor of the Year                               |                             | Đề cử     |
| 2016 | 13th Kom Chad Luek Award      | Popular Actor Award                                     |                             | Đề cử     |
| 2016 | 13th Kom Chad Luek Award      | Best Actor                                              |                             | Đề cử     |
| 2016 | 30th TV Gold Award            | Outstanding Actor                                       |                             | Đề cử     |
| 2016 | 6th Mthai Top-Talk Award      | Top-Talk About Actor                                    |                             | Đề cử     |
| 2016 | 5th Daradaily The Great Award | Best Drama Actor of the Year                            |                             | Đề cử     |
| 2015 | TV3 Fanclub Award             | Most Popular Actor                                      |                             | Đề cử     |
| 2015 | SeeSan Bunterng Award         | Best Actor                                              | Đoạt giải                   |           |
| 2014 | 8th Kazz Award                | Popular Actor Award                                     | Series Quý ông nhà Jutathep | Đề cử     |
| 2014 | 11th Kom Chad Luek Award      | Popular Actor Award                                     | Series Quý ông nhà Jutathep | Đề cử     |
| 2014 | 3rd Daradaily The Great Award | Male Rising Star of the Year                            | Series Quý ông nhà Jutathep | Đề cử     |
| 2014 | SeeSan Bunterng Award         | Fantasy Couple of the Year (với Chalida Vijitvongthong) | Series Quý ông nhà Jutathep | Đề cử     |
| 2014 | SeeSan Bunterng Award         | Rising Male Star of the Year                            | Series Quý ông nhà Jutathep | Đề cử     |
| 2014 | SeeSan Bunterng Awardd        | Popular Actor of the Year                               | Series Quý ông nhà Jutathep | Đề cử     |
| 2013 | 8th OK! Award                 | Male Rising Star                                        | Series Quý ông nhà Jutathep | Đề cử     |
| 2013 | 11th Seventeen Choice Award   | Male Rising Star                                        | Series Quý ông nhà Jutathep | Đoạt giải |
| 2013 | TV3 Fanclub Award             | Male Rising Star                                        | Series Quý ông nhà Jutathep | Đoạt giải |
| 2013 | Weekend Magazine Award        | Top 10 Stars                                            | —                           | Đoạt giải |